# Franco Salvatori
Franco Salvatori (Tagliacozzo, 22 dicembre 1948) è un geografo italiano.
Professore ordinario di Geografia presso l'Università degli Studi di Roma "Tor Vergata", è stato fino al marzo 2013 il Presidente della Società Geografica Italiana.

## Biografia
Franco Salvatori ha conseguito la Laurea in Economia e Commercio nel 1972 presso la Sapienza – Università di Roma, dove ha ottenuto anche il Diploma di perfezionamento in Scienze dell'Amministrazione. La sua carriera accademica inizia con l'assegnazione di una borsa di studio, bandita dalla Facoltà di Economia e Commercio dell'Università, per svolgere attività di ricerca presso l'Istituto di Geografia Economica della Sapienza – Università di Roma dal 1974 al 1976, dove in seguito, dal 1981 al 1987 è stato ricercatore confermato nel Dipartimento di Studi Geoeconomici Statistici e Storici per l'Analisi Regionale.
Nell'anno accademico 1981-82 è stato incaricato dell'insegnamento di Geografia Urbana nell'ambito del Corso di Specializzazione in Pianificazione Urbanistica Applicata alle Aree Metropolitane (oggi Scuola di Specializzazione in Tecniche Urbanistiche per le Aree Metropolitane) presso la Facoltà di Ingegneria della Sapienza – Università di Roma, carica che manterrà fino all'anno accademico 1986-87, quando poi diviene professore associato di Geografia dello sviluppo regionale presso la Facoltà di Economia e Commercio della Università degli Studi "Gabriele d'Annunzio" di Chieti (sede di Pescara). Nel 1990, è nominato professore straordinario di Geografia Economica nella Facoltà di Lettere presso l'Università degli Studi di Sassari. Dal 1993 è titolare della cattedra di Geografia presso la Facoltà di Lettere e Filosofia dell'Università degli Studi di Roma "Tor Vergata", Facoltà di cui è stato Preside dal 1994 al 2007.
Dal 2008 Salvatori collabora con la Fondazione UniVerde di Alfonso Pecoraro Scanio, a partire dallo stesso anno è Prorettore dell'Università degli Studi di Roma "Tor Vergata", mentre dal 2009 è membro del Comitato Tecnico-scientifico del Centro di Ricerca e Sviluppo sull'E-content e Presidente del Consiglio del Corso di Laurea Magistrale in Scienze Pedagogiche della Scuola IAD.

## Incarichi istituzionali
Dal 1997 e fino al 2013 Franco Salvatori è stato Presidente della Società Geografica Italiana; parallelamente è stato membro di diversi comitati e commissioni: dal 2001 della Commissione Nazionale Italiana per l'UNESCO e Comitato Scientifico per il progetto “Cultura Gastronomica Italiana”; dal 2002 del Comitato Nazionale per le Celebrazioni del Millenario di fondazione della Badia Greca di Grottaferrata e del Consiglio Scientifico di “Limes-Rivista Italiana di Geopolitica”; dal 2006 del Comitato Scientifico del Dipartimento Patrimonio Culturale del CNR, dal 2007 del Comitato Nazionale per le Celebrazioni del Centenario della Nascita di Roberto Rossellini; dal 2008 del Comitato Nazionale per le Celebrazioni del Centenario del Terremoto Calabro Siculo, del Comitato Scientifico per l'istituzione del Museo dell'Emigrazione Italiana (costituito con Decreto Ministeriale del Ministero degli affari esteri) e del Comitato Scientifico delle riviste “Civiltà Europea” e "Rivista Scuola IaD"; dal 2009 del Consiglio scientifico della Biblioteca Nazionale Centrale di Roma.
Inoltre, dal 2001 è rappresentante del Consiglio Nazionale delle Ricerche presso la International Geographical Union; dal 2002 è segretario-tesoriere del Comitato Nazionale del V Centenario del Viaggio di Amerigo Vespucci; dal 2004 è segretario tesoriere del Comitato Nazionale per le Celebrazioni del 750º anniversario della nascita di Marco Polo e presidente della Commissione scientifica dello stesso Comitato, nonché è presidente del Comitato Nazionale per le Celebrazioni del Bicentenario della Nascita di Guglielmo Massaja e dell'Associazione delle Istituzioni di Cultura Italiane (AICI).
Nel 2013 è stato candidato alle elezioni per il rettore dell'Università di Roma Tor Vergata, vinte alla fine da Giuseppe Novelli.

## Attività di ricerca
Franco Salvatori, nel corso della sua carriera, si è focalizzato principalmente sull'evoluzione degli assetti urbano-regionali nello spazio mediterraneo, la valorizzazione dei beni ambientali e culturali in rapporto allo sviluppo territoriale e la salvaguardia del patrimonio culturale materiale ed immateriale. Le principali e più recenti pubblicazioni sono:
- Population mobility and new industrial district: the case of the “Third Italy”, in «The geography of disequilibrium. Global issues and Restructuring in Italy», Roma, Società Geografica Italiana, 1996.
- Ambiente geografico e cultura diffusa. Introduzione alla discussione, in C. Cerreti e A. Taberini (a cura di), «Ambiente geografico. Storia, Cultura e Società in Italia», Roma, Centro Italiano per gli Studi Storico-Geografici, 1998.
- Evolution démographique et tissu métropolitain en Italie du Sud, in «Petites et grandes Villes du Bassin Méditerranéen», Roma, École Française, 1998.
- Sviluppo e questione ambientale: il contributo della geografia, in «Giornate Teramane dell'Ambiente», in S. MANGIAMELI (a cura di), Milano, Giuffré, 1998.
- La dorsale adriatica fra integrazione e frammentazione territoriale: Abruzzo tra Mezzogiorno e Italia di mezzo, in L. VIGANONI (a cura di), «Percorsi a Sud», Torino, Fondazione Agnelli, 1999.
- L'Abbazia di Grottaferrata come sistema di ‘produzione’ culturale, in «Documenti Geografici», Dipartimento di Storia – Università degli Studi di Roma Tor Vergata, Roma,”, 2, 1999.
- Il ruolo dell'ambiente nelle aree orientali, in M.T. DI MAGGIO ALLERUZZO (a cura di), «L'Oriente asiatico nello scenario del terzo millennio», Roma, Società Geografica Italiana, 1999.
- Il Circeo, spazio di confronto tra ambiente e cultura, in «Il Circeo, spazio della realtà e dell'immaginazione», Parco Nazionale del Circeo, Sabaudia, 1999.
- Geografia ed economia nelle ricerche di climatologia storica, in «Documenti Geografici», Dipartimento di Storia – Università degli Studi di Roma Tor Vergata, Roma, n. 4, 2000.
- Viaggiare, esplorare, scoprire. Alle radici del sapere geografico, in «Viaggio intorno al viaggio», Art'è, Bologna, 2000.
- Università e territorio, Studium, n. 1, 2001
- Scienze umane e geografia nella cultura contemporanea, in «Documenti Geografici», Dipartimento di Storia – Università degli Studi di Roma Tor Vergata, Roma, 2001.
- Geografia del Lazio, in «Lazio Vario per Natura», Roma, Regione Lazio, 2001.
- Il territorio come produttore di conoscenze (discussione), in «Il Mondo e i Luoghi: geografie dell'identità e del cambiamento», Torino, IRES,  2003.
- Paesaggio: bene culturale per lo sviluppo sostenibile, in Salvatori A. (a cura di), «Paesaggio e sacralità, Stresa», Edizioni Rosminiane, 2003.
- La società geografica Italiana al Collegio Romano, in  «Il Collegio Romano dalle origini al Ministero per i Beni e le Attività Culturali», Roma, Istituto Poligrafo dello Stato, 2003.
- Tagliacozzo e la Marsica in età vicereale. Aspetti di vita artistica, civile e religiosa, Roma, 2004.
- Tagliacozzo e la Marsica dall'Antico Regime al Risorgimento. Aspetti di vita artistica, civile e religiosa, Roma, 2005.
- Globalizzazione e modelli culturali. Contesti socio-economici per promuovere la cittadinanza democratica, in «Educare alla Pace», Roma, Edizione Simone, 2005.
- Sviluppo glocale e società nei paesi del sistema adriatico, in «Memorie della Società Geografica Italiana», Roma, 2005, pp. 14–16.
- Parco Nazionale del Circeo, Roma, Società Geografica Italiana, 2006.
- Marco Polo 750 anni. Il viaggio. Il libro. Il diritto, Roma, Tiellemeida editore, 2006.
- Territorio e sostenibilità energetica, in «Ambiente, energia, attività produttive. Sensibilità culturale e prospettive», Roma, Centro Studi Giuridici per l'Integrazione Europea, 2006.
- Roma e la sua Campagna, Roma, Società Geografica Italiana, 2007.
- La Geografia al tempo di internet, Roma, Società Geografica Italiana, 2008.
- Le scoperte geografiche come modalità di conoscenza, in «Eccellenze Italiane», 2008.
- Con L. Spagnoli, Il paesaggio agrario negli scenari odierni. Spunti e riflessioni, in Cencini C, Federzoni L. e Menegatti B. (a cura di), «Una vita per la Geografia. Scritti in ricordo di Piero Dagradi», Bologna, Pàtron editore, 2009.
- Il Mediterraneo delle città. Scambi, confronti, culture, rappresentazioni, Roma, Viella, 2008 (curatela).
- Abruzzo, regione laboratorio, in «Eccellenze Italiane», 2009.
- Un archivio elettronico per il “Bollettino della Società Geografica Italiana”, in «Bollettino della Società Geografica Italiana», 2009.
- Perché studiare geografia, in «Oasis», n. 184, 2009, p. 13.
- Italiani nel mondo: geografie di una diaspora, in A. Nicosia e L. Prencipe (a cura di), «Museo Nazionale dell'Emigrazione Italiana», Roma, Gangemi Editore, 2009, pp. 254–269.
- La Società Geografica Italiana e l'emigrazione italiana, in T. Grassi e C. Monacelli (a cura di),  «Segni e Sogni dell'Emigrazione», Roma, CDR, Eurolink, 2009.
- Con F. Chiusaroli (a cura di), Luoghi e Lingue dell'Eden, Roma, Viella, (Annali del Dipartimento di Storia, 5/6 2009-2010), 2010.

## Premi e riconoscimenti
- Nel 1979, la sua attività scientifica gli ha valso l'attribuzione da parte dell'Accademia Nazionale dei Lincei del premio “Carmelo Colamonico”;
- Nel 1989 gli è stato conferito da parte della Presidenza del Consiglio il Premio della Cultura;
- Nel 2001 è stato nominato membro d'onore della Société de Géographie (Parigi);
- Nel 2004 gli è stata conferita dal Presidente della Repubblica l'onorificenza di Grande Ufficiale dell'Ordine al merito della Repubblica Italiana[15];
- Nel 2005 è stato nominato membro onorario dell'Accademia Archeologica Italiana di Genova;
- Nel 2005 gli è stata conferita la cittadinanza onoraria da parte del Comune di Santa Sofia d'Epiro (Cosenza)[16];
- Nel 2007 è stato nominato Socio Onorario dell'Associazione culturale Giacomo Bove e Maranzana;
- Nel 2008 gli è stato conferito il premio letterario "Giano Città di Formia", VII Edizione[17]